# Muránska Zdychava
Muránska Zdychava – wieś (obec) w środkowej Słowacji, położona w kraju bańskobystrzyckim, w powiecie Revúca.

## Położenie
Muránska Zdychava leży w Górach Stolickich (Rudawy Gemerskie), w rozległej dolinie dużego potoku Zdychava (dopływ rzeki Muráň), sięgającej pod sam najwyższy szczyt tych gór - Stolicę. Jest wsią o bardzo rozproszonej zabudowie (tego typu wsie na Słowacji określane są jako kopaničiarske obce). Poszczególne gospodarstwa (pierwotnie słow. kopanice - górskie gospodarstwa, zamieszkiwane w czasie letniego sezonu pasterskiego) lub niewielkie rodowe osiedla rozrzucone są po stokach otaczających dolinę gór, sięgając wysokości 800–850 m n.p.m., czyli 200-250 ponad dnem doliny Zdychavy. Niewielkie centrum wsi z kościołem leży na wysokości ok. 520–540 m n.p.m. w miejscu, w którym do Zdychavy uchodzi jej lewobrzeżny dopływ, Zdychavský potok. Wieś leży ok. 6,5 km na północ od Revúcy. Łączy ją z nią droga poprowadzona doliną Zdychavy, na której funkcjonuje komunikacja autobusowa.

## Historia
Muránska Zdychava należy do wielkiego grona wsi, jakie powstawały w Zachodnich Karpatach w XV-XVI w. w ramach tzw. kolonizacji wołoskiej.
Pierwsze wzmianki o miejscowości pochodzą z roku 1551. Należała ona do dużego feudalnego "państwa" z siedzibą na zamku Murań. Z końcem XVI w. jej mieszkańcy musieli płacić daninę Turkom.
Mieszkańcy zajmowali się głównie hodowlą owiec, rolnictwem, pracą w lasach i furmanieniem.
W czasie słowackiego powstania narodowego mieszkańcy wsi wspierali powstańców. Zimą 1944-1945 pomagali partyzantom, którzy pasmem Kohúta i Stolicy przedzierali się przez linię frontu. Wieś została wyzwolona od okupacji niemieckiej 27 stycznia 1945 r.

## Demografia
Według danych z dnia 31 grudnia 2012, wieś zamieszkiwały 252 osoby, w tym 121 kobiet i 131 mężczyzn.
W 2001 roku pod względem narodowości i przynależności etnicznej 97,31% mieszkańców stanowili Słowacy, a 0,67% Węgrzy.
Ze względu na wyznawaną religię struktura mieszkańców kształtowała się w 2001 roku następująco:
- Katolicy rzymscy – 91,58%
- Ewangelicy – 2,02%
- Ateiści – 2,69%
- Nie podano – 2,36%